# Колпея
Колпея́ (бел. Калпяя́, пол. Kołpieja) — деревня в Сморгонском районе Гродненской области Белоруссии.
Входит в состав Жодишковского сельсовета.
Расположена в восточной части района. Расстояние до районного центра Сморгонь по автодороге — около 9 км, до центра сельсовета агрогородка Жодишки по прямой — 15 км. Ближайшие населённые пункты — Завелье, Трилесина, Укропенка.
Согласно переписи население Колпеи в 1999 году насчитывало 34 жителя.
Через деревню проходит автомобильная дорога местного значения Н7824 Укропенка — Колпея — Трилесина.
В Колпее находится часовня постройки конца XIX — начала XX веков. Также здесь находится кладбище участников Первой мировой войны. К востоку от деревни расположена территория биологического заказника «Мицкевичский».